# Zentralamerika

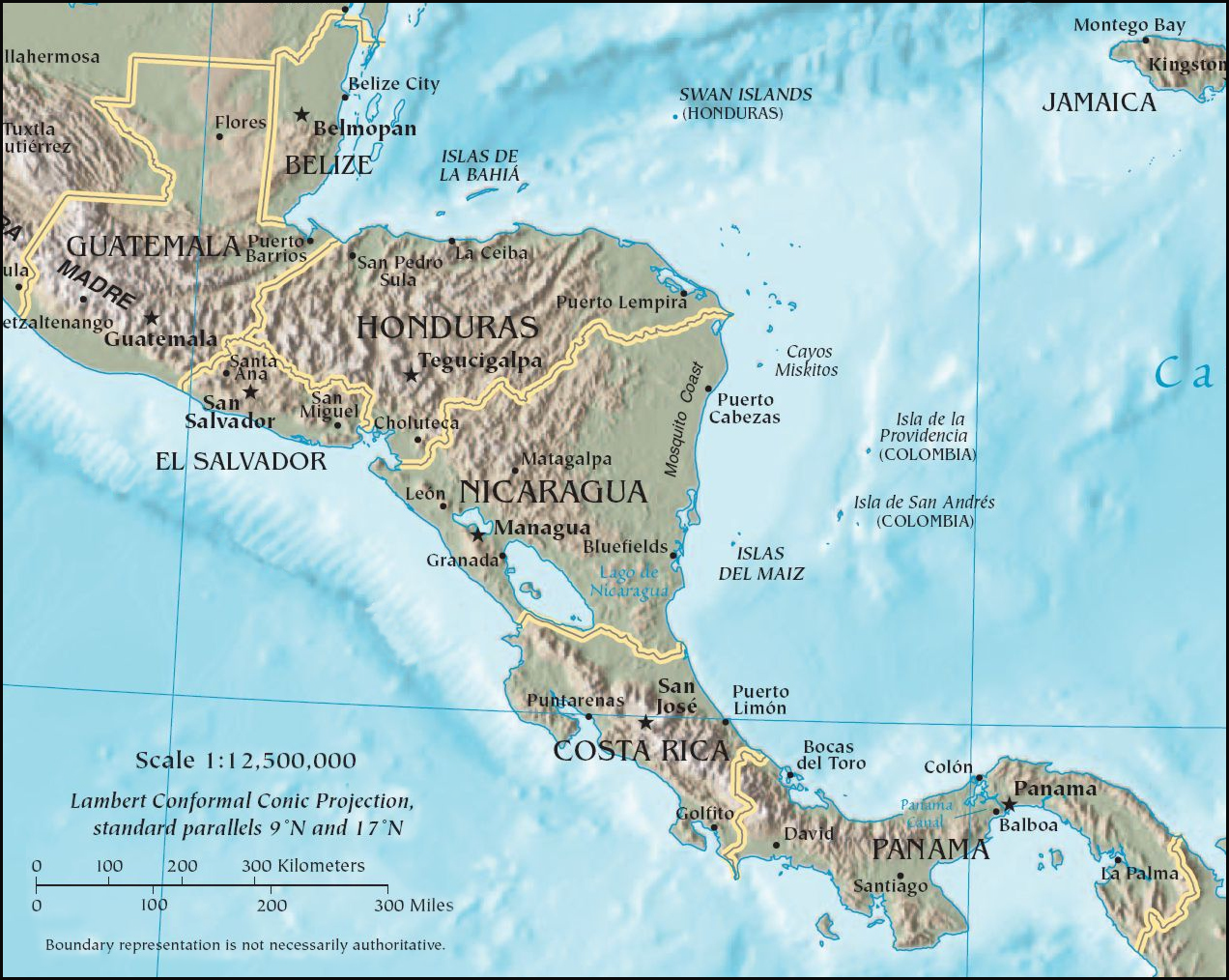
Karte der zentralamerikanischen Staaten

Zentralamerika bezeichnet im geographischen Sinn die Landbrücke in der Mitte des amerikanischen Doppelkontinents. Es wird aufgrund seiner zentralen Lage teilweise nicht zu Nordamerika gezählt, in der Regel jedoch dem Norden des amerikanischen Doppelkontinents zugerechnet. Zusammen mit den Westindischen Inseln beziehungsweise der Karibik, die ebenfalls zu Nordamerika gezählt werden, bildet Zentralamerika die Region Mittelamerika.
Aufgrund der von europäischen Kolonisten und Migranten mitgebrachten und inzwischen dominierenden Sprachen wird Zentralamerika andererseits auch als Teil von Iberoamerika bzw. Lateinamerika betrachtet und entsprechend bezeichnet.

## Geographie
Geographisch beginnt Zentralamerika im Norden beim Isthmus von Tehuantepec im Süden von Mexiko, im Süden reicht es je nach Definition bis zum Isthmus von Panama in Südpanama bzw. zur Atratosenke in Nordwest-Kolumbien. Im Osten befindet sich das Karibische Meer, im Westen der Pazifische Ozean.
Die Abgrenzung von Nordamerika (im weiteren Sinne) und Südamerika lautet traditionell Isthmus von Darién, dem früher kolumbianischen Landesteil, heute panamaische Grenzprovinz, zwischen Golf von Darién der Karibik und dem Golf von Panama des Pazifik. Mit dem Bau des Panamakanals und Schaffung des Staates Panama ging die Bezeichnung Isthmus von Darien teils im anfangs synonymen Isthmus von Panama auf, was sich auch gegen  Westen ausweitet, teils ging Isthmus von Darien auch auf die östlich anschließende Senke des Atrato über. Deshalb wird die Abgrenzung Südamerika zu Zentralamerika verschieden gegeben.
Tektonische Großgrenzen des Mittelamerikanischen Raumes (Platten, Konvergenz, Subduktion, Störungen; gelb: Kontinentalsockel): Nordamerikanische Platte, Südamerikanische Platte, Nazca-Platte, Pazifische Platte, dazwischen eingezwängt Cocos-Platte und Karibische Platte (Bildung der Kordilleren, des Panama-Bogens und des Antillen-Bogens) – illustriert die möglichen physisch-geographischen Eingrenzungskonzepte.
Die geologische Abgrenzung zu Nordamerika im engeren Sinne läge am Isthmus von Honduras, die ozeanographische liegt ausgedehnter an der Halbinsel Yucatan, der Abgrenzung Karibisches Meer zu Golf von Mexiko. Der Isthmus von Tehuantepec westlich von Yucatan stellt den weiteren Begriff dar. Dazu tritt das soziokulturelle Konzept von Latein- oder Iberoamerika, zu dem auch Mittelamerika (Zentralamerika i. w. S. und die Karibik) gerechnet wird, womit die Zuordnung von Mexiko schwankend ist.
Je nachdem, ob die Gebiete in Mexiko mitgezählt werden, hat Zentralamerika zwischen 510.000 km² und 750.000 km².

## Geologie
Geologisch liegt Zentralamerika zum größten Teil auf der Karibischen Platte, zu einem geringen Teil auch auf der Nordamerikanischen Platte. Vor der Pazifikküste im Westen schiebt sich die Cocosplatte unter die Karibische Platte, wodurch Vulkanismus und zahlreiche, oft schwere Erdbeben ausgelöst werden.

## Staaten
Die oberen sechs der in der Tabelle genannten sieben Staaten gehören geographisch vollständig zu Zentralamerika. Das Staatsgebiet Panamas gehört je nach geographischer Definition großenteils oder vollständig dazu. Mexiko wird in der Liste nicht genannt, weil nur ein relativ kleiner Anteil des mexikanischen Staatsgebiets zu Zentralamerika gehört. Dennoch macht dieser Anteil einen bedeutsamen Teil Zentralamerikas aus: Die Bundesstaaten Chiapas, Campeche, Quintana Roo, Tabasco und Yucatán liegen vollständig in Zentralamerika und umfassen eine Fläche von 240.000 km² (mehr als jedes andere Land Zentralamerikas). Diese Bundesstaaten haben zusammen über 12 Millionen Einwohner. Hinzu kommen Teile der Bundesstaaten Oaxaca und Veracruz, die sich geografisch auf Zentralamerika erstrecken.
Guatemala, El Salvador, Honduras, Nicaragua und Costa Rica waren politisch schon in der Vergangenheit eng verbunden und bildeten nach der spanischen Kolonialherrschaft die Zentralamerikanische Konföderation.
| Staat       | Fläche (km²) | Einwohner (2016) | Einwohner pro km² | BIP/Einwohner (US-$, 2016) | Hauptstadt      |
| ----------- | ------------ | ---------------- | ----------------- | -------------------------- | --------------- |
| Belize      | 22.966       | 353.858          | 15                | 4.636                      | Belmopan        |
| Costa Rica  | 51.100       | 4.872.543        | 95                | 11.835                     | San José        |
| El Salvador | 21.041       | 6.156.670        | 293               | 4.343                      | San Salvador    |
| Guatemala   | 108.889      | 15.189.958       | 139               | 4.089                      | Guatemala-Stadt |
| Honduras    | 112.090      | 8.893.259        | 79                | 2.609                      | Tegucigalpa     |
| Nicaragua   | 130.370      | 5.966.798        | 46                | 2.120                      | Managua         |
| Panama      | 75.420       | 3.705.246        | 49                | 13.654                     | Panama-Stadt    |
| Total       | 521.876      | 45.138.332       | 86                | 5.411                      |                 |

Die nördlichen Staaten Zentralamerikas mit Ausnahme von Belize, also Guatemala, Honduras und El Salvador, werden zuweilen, insbesondere in der Migrationsforschung, unter dem Namen Triángulo Norte de América Central (TNAC, spanisch Norddreieck Zentralamerikas) zusammengefasst. Aus diesen Ländern stammt ein Großteil der lateinamerikanischen Einwanderer in den USA, sodass sich die Bezeichnung Northern Triangle of Central America (NTCA) auch dort eingebürgert hat.

## Bevölkerung
Je nachdem, ob die Gebiete in Mexiko mitgezählt werden, hat Zentralamerika zwischen 40 und 60 Mio. Einwohner. Die größte Stadt der Region ist Guatemala-Stadt mit knapp drei Millionen Einwohnern.
Entwicklung der Bevölkerung (in Millionen)

## Integration Zentralamerikas
Seit der Unabhängigkeit der Region von Spanien 1821 gab es mindestens 14 Integrationsversuche, Helmut Nuhn zufolge sogar mindestens 25.
Zwischen 1823 und 1838 bestand die Zentralamerikanische Konföderation als Staatenbund zwischen den Einzelstaaten, deren kulturell integrativer Nachklang sich heute etwa in den einheitlich blau-weiß-blauen Nationalfarben der meisten Nachfolgestaaten erkennen lässt.
Seit den 1950er Jahren forcierten die Staaten mit Blick auf die Europäische Integration und die internationalen Vorbilder an Freihandelszonen und Zollunionen einen weiteren Integrationsprozess, um durch einen gemeinsamen Handel Abhängigkeiten vom Weltmarkt zu relativieren. Im Verlauf dieser Bemühungen wurde 1963 das Sekretariat für die wirtschaftliche Integration Zentralamerikas (Secretaría de la Integración Económica Centroamericana, SIECA) eingerichtet, das den Aufgabenbereich des im selben Jahr in Kraft tretenden Abkommens über die wirtschaftliche Integration (Tratado General de Integración Económica Centroamericana) abdecken sollte. Der Vertrag erschuf eine Freihandelszone für fast alle in dem Gebiet hergestellten Produkte. Das intraregionale Handelsvolumen wuchs von 6 Millionen US-Dollar 1963 auf 2,5 Milliarden US-Dollar im Jahr 1999.
Die Ende der 1970er Jahre auftretenden Revolutionen bzw. Bürgerkriege in Nicaragua, Guatemala und El Salvador brachten Rückschritte für die weitere Integration.